# Сирор
Сиро́р (итал. Siror) — упразднённая коммуна в Италии, расположена в автономной области Трентино-Альто-Адидже, подчиняется административному центру Тренто.
Население до объединения составляло 713 человек (2008 г.), плотность населения составляла 17 чел./км². Коммуна занимала площадь 75 км². 
Почтовый индекс — 38054. Телефонный код — 0439.
Покровителем коммуны почитается святой апостол Андрей Первозванный, празднование 30 ноября.

## История
Коммуна Сирор была упразднена 1 января 2016 года, с целью создания новой коммуны Примьеро-Сан-Мартино-Ди-Кастроцца. Она была создана путём объединения коммуны Сирор с соседними муниципалитетами Фьера-ди-Примьеро, Трансаккуа и Тонадико.

## Демография
Динамика населения:

## Города-побратимы
- Шёнберг-им-Штубайталь, Австрия
- Пиракуара, Бразилия